# 東野佑美
東野 佑美（ひがしの ゆみ、1980年6月1日 - ）は、日本の女優、歌手。本名同じ。血液型はO型。
長野県上伊那郡辰野町出身。伊那弥生ケ丘高等学校を経て長野西高等学校卒。武蔵大学卒。

## 活動
1999年『セブンティーンアイス（江崎グリコ）』CMに出演。芸能界デビューをする。テレビドラマ『魔女の条件』（TBS系列、1999年4月放送）に、主人公の同級生役として出演。2004年『まかせてイルか!』で声優として参加をしている。2011年現在、タレントとしての活動はしていない。
2000年7月nico として歌手デビューをする。飛び跳ねながら踊る独特の振り付けからジャンピングユニットとして紹介をされた。デビュー曲は『真夏でシュ』。理研の『わかめスープ』のCMとしてわかめでシュ!と歌っていた。その他のシングルに『MAHARO』『アキストゼネコ』がある。
2002年ディズニータイム（テレビ東京系列毎週金曜日7:30〜8:00）でユミニーとしてレポーターを務め、東京ディズニーランドの様々な魅力を報告した。レポートにはクイズがあり、番組最後に正解発表するコーナーがあった。
『みんなでおえかきディズニーえかきうた』のコーナーでは、ユミニーとして参加をして歌っている曲があり、サウンドトラック『ディズニー/DisneyTIME presents ディズニーえかき歌』に収録されている。
2003年、プレイステーションソフトのコラボレーションとしてセラニポージの2代目ボーカルとして活躍。ライブ活動を月1回で行うなど精力的な音楽活動であった。セラニポージ参加後、2枚のミニアルバムを発売をした。

## 出演作

### テレビドラマ
- なっちゃん家（1998年、テレビ朝日）
- 魔女の条件（1999年、TBS）
- 天国に一番近い男（MONOカンパニー編）（1999年、TBS） - 宮本椿 役
- 私ってへん?（1998年、TBS）
- 天国に一番近い男（教師編）（2001年、TBS）

### テレビアニメ
- 十兵衛ちゃん2 -シベリア柳生の逆襲-（2004年、テレビ東京） - しずくん
- おじゃる丸（NHK教育テレビ） - アツシ

### OVA
- ウルトラマンガイア ガイアよ再び（2001年、円谷プロ） - タカハシ・ミカ 役
- まかせてイルか!（2004年） -  海 役